# 李本固 (萬曆壬辰進士)
李本固（？—？），字维寧，號震門，山東臨清縣人，明朝政治人物。

## 生平
萬曆十九年（1591年）辛卯科山東鄉試舉人。萬曆二十年（1592年），聯捷壬辰科三甲進士，授大理寺评事，擢升行人司左司副，轉工部郎中，出为归德府知府，仕至太僕寺少卿。因母亲去世，哀伤得病而卒。著有《易编问奇集》。

## 家族
曾祖李浩；祖父李永年；父李應中。